# 桂竜也
桂 竜也（けい たつや、1939年〈昭和14年〉2月7日 - 2019年〈平成31年〉3月26日）は、元文化放送アナウンサー。 本名は永峰 康雄（ながみね やすお）。千葉県市川市出身。O型。

## 来歴・人物
早稲田大学政治経済学部経済学科卒業。1961年4月、文化放送にアナウンサーとして入社。
1972年10月9日から10年間 パーソナリティを務めた『桂竜也の夕焼けワイド』は「ベルベットボイス」と称する落ち着いた語りで人気を博した。担当番組で用いたマイクネームの「桂」は桂文楽 (8代目)から。「竜也」は黒岩重吾の小説に出てくる人物からもらったという。
2004年9月、同社を定年退職。その後はアルツハイマー型認知症を発症。要介護認定を受けるほどの重症だったことから、妻や長女、長男（フリーライターの永峰英太郎）の介護を経て、妻の死去を機に介護施設で生活していた。
永峰英太郎はその体験を新聞・雑誌向けの記事や書籍として随時、執筆。2017年10月 - 11月に『朝日新聞』夕刊の「わたし　第二章」で12回に渡って連載した「老いた親と生きる」ではマイクネームの「桂竜也」こそ出さなかったものの、「父は文化放送のアナウンサーとして活躍」という記述と『桂竜也の夕焼けワイド』のポスター写真を掲載した。
2019年3月26日、肺炎のため死去。80歳没。

## 出演番組
- 東京ミッドナイト
- みみずく君 起きてるかい？
- セイ!ヤング
- ダイナミックレーダー〜歌謡曲でいこう!〜
- 新宿から歌謡曲
- 桂竜也の夕焼けワイド
- 桂竜也の人生ど真中
- エルフ モーニングダッシュ 桂達也の今日も元気で
- 昼はおまかせ 桂竜也です
- 桂竜也の朝はどこから
- 桂竜也のステキに元気
- いい朝配達 桂竜也
- あのグラ・スーパーナイト ラジオ冒険王（エフエム世田谷）